# Bitka pri Germantownu
Bitka pri Germantownu je bila pomemben spopad v filadelfijski kampanji ameriške vojne za neodvisnost. Potekala je 4. oktobra 1777 v Germantownu v Pensilvaniji med britansko vojsko pod vodstvom sira Williama Howa in ameriško kontinentalno vojsko pod vodstvom Georgea Washingtona.
Potem ko je 11. septembra premagal kontinentalno vojsko v bitki pri Brandywineu in 20. septembra v bitki pri Paoliju, je Howe preigral Washingtona in 26. septembra zavzel Filadelfijo, glavno mesto Združenih držav Amerike. Howe je v Filadelfiji pustil garnizijo približno 3.000 vojakov, medtem ko je večino svojih sil premaknil v Germantown, takrat zunanje naselje mesta. Ko je izvedel za delitev sil, se je Washington odločil napasti Britance. Njegov načrt je predvideval, da se bodo štiri ločene kolone združile pri britanskem položaju v Germantownu. Dve bočni koloni sta bili sestavljeni iz 3.000 pripadnikov milic, medtem ko so bili sredina-levo, pod Nathanaelom Greenejem, sredina-desno pod Johnom Sullivanom in rezerva pod lordom Stirlingom sestavljeni iz rednih vojakov. Ambicija za načrtom je bila presenetiti in uničiti britanske sile, podobno kot je Washington presenetil in odločilno premagal Hessijce v bitki pri Trentonu. V Germantownu je imel Howe svojo lahko pehoto in 40. pehotni polk razporejena po svoji fronti kot straže. V glavnem taboru je Wilhelm von Knyphausen poveljeval britanski levici, medtem ko je Howe sam osebno vodil britansko desnico.
Gosta megla je povzročila veliko zmede med približujočimi se Američani. Po ostrem spopadu je Sullivanova kolona pregnala britanske straže. Neviden v megli, se je okoli 120 mož britanskega 40. pehotnega polka zabarikadiralo v hiši Chew. Ko se je ameriška rezerva premaknila naprej, se je Washington odločil sprožiti ponavljajoče se napade na položaj, vsi pa so propadli z velikimi žrtvami. Sullivanovo krilo, ki je prodrlo nekaj sto metrov onkraj dvorca, je postalo malodušno, zmanjkovalo mu je streliva in slišalo je topniško streljanje za seboj. Ko so se umikali, je divizija Anthonyja Wayna v megli trčila v del Greenovega pozno prispelega krila. Zamenjali so se za sovražnika, odprli so ogenj in obe enoti sta se umaknili. Medtem je Greenova leva-sredinska kolona odbila britansko desnico. Ko je bila Sullivanova kolona odbita, je britanska levica obšla Greenovo kolono. Dve koloni milice sta uspeli le preusmeriti pozornost Britancev in nista napredovali, preden sta se umaknili.
Kljub porazu se je Francija, ki jo je že navdušil ameriški uspeh pri Saratogi, odločila, da bo Američanom nudila večjo pomoč. Howe ni energično zasledoval poraženih Američanov, ampak se je namesto tega posvetil čiščenju reke Delaware ovir pri Red Banku in Fort Mifflinu. Potem, ko je neuspešno poskušal Washingtona zvabiti v boj pri White Marshu, se je Howe umaknil v Filadelfijo. Washington, z neokrnjeno vojsko, se je umaknil v Valley Forge, kjer je prezimil in preoblikoval svoje sile.